# Lårmuskeln

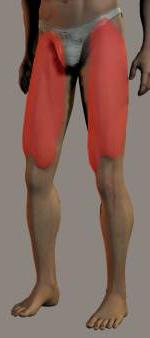
Lårmuskeln markerad i rött.

Quadriceps (egentligen musculus quadriceps femoris) eller lårmuskeln, är en fyrhövdad muskel i lårets framsida. Quadriceps femoris är kroppens största muskelgrupp och består av fyra muskelbukar: rectus femoris, vastus intermedius, vastus lateralis och vastus medialis. Alla fyra fäster via knäskålen i Tibia, skenbenet. Tre av musklerna har sin övre infästning i lårbenet, medan rectus femoris fäster in i bäckenet, strax ovanför höften. Alla fyra arbetar då benet ska rätas ut vid knät.
Antagonist till denna muskel är hamstringsmusklerna, och i vardagliga sammanhang är gluteus maximus en aktiv synergist.
Inom idrotten är väl utvecklade quadriceps väl behövliga inom alla typer av löpsporter, men även inom lagsporter, så som fotboll, ishockey, innebandy, handboll och basket. Det finns även en hel del vintersporter som drar nytta av vältränade quadriceps, och en del av dem är backhoppning, slalom, störtlopp och längdskidåkning.

## Styrketräning
Det finns i princip bara en övning som isolerar denna muskel, och det är en träningsmaskin som kallas benspark. Vanliga övningar vid träning av quadriceps är knäböj, utfall och benpress, men då är gluteus maximus väl inkopplad. En övning som effektivt tränar quadriceps är knäböj med skivstången placerad frampå (front squats) istället för bakom nacken.